# Преска (Медводе)
Преска (словен. Preska) — поселення в общині Медводе, Осреднєсловенський регіон, Словенія. 
Висота над рівнем моря: 313,6 м. Нині є частиною міста Медводе.